# Rynek w Antwerpii
Rynek w Antwerpii (nid. Grote Markt) – rynek w centrum Antwerpii, w Belgii. Na rynku znajduje się wiele cennych zabytków, m.in. ratusz miejski, kamienice cechowe oraz fontanna Brabo. W pobliżu stoi również katedra Najświętszej Marii Panny, której wieża góruje nad placem.